# Dorymyrmex joergenseni
Dorymyrmex joergenseni är en myrart som beskrevs av Bruch 1917. Dorymyrmex joergenseni ingår i släktet Dorymyrmex och familjen myror. Inga underarter finns listade i Catalogue of Life.